# Demi-plan

La droite d partage le plan en deux demi-plans, l'un contenant M et N l'autre contenant P.

En géométrie affine réelle plane, une droite partage le plan en deux demi-plans. Cette droite s'appelle alors la frontière des demi-plans.
Deux points M et N non situés sur la droite (d) sont situés dans le même demi-plan de frontière (d) si et seulement si le segment [MN] ne rencontre pas la droite (d).
Le demi-plan est un exemple simple d'ensemble convexe.

## Intersections et unions
L'intersection de deux demi-plans dont les frontières sont des droites sécantes en O donne un secteur angulaire saillant de sommet O. La réunion de ces mêmes demi-plans donne un secteur angulaire rentrant.
Si les droites sont parallèles, qu'aucun des demi-plans n'est inclus dans l'autre, que l'intersection n'est pas vide, l'intersection des demi-plans donne une bande.
|  |  |  |

## Convexité
En tant qu'ensemble convexe simple, le demi-plan  permet de caractériser des ensembles convexes plans.
Un polygone  est convexe si et seulement si, quel que soit le côté que l'on choisit, le polygone est entièrement inclus dans un demi-plan dont la frontière porte ce côté. La portion de plan qu'il délimite est alors obtenue comme intersection des demi-plans dont les frontières sont les droites supportant ses côtés.
Enfin, un théorème de séparation permet d'affirmer que deux ensembles convexes disjoints d'un plan peuvent être séparés par une droite qui place chacun des deux ensembles dans des demi-plans différents.

## Demi-plan ouvert et demi-plan fermé
Le plan affine est canoniquement équipé d'une topologie (déduite de n'importe quelle norme sur le plan vectoriel associé). La frontière d'un demi-plan est sa frontière au sens topologique. On distingue le demi-plan fermé (contenant sa frontière) du demi-plan ouvert (disjoint de sa frontière).

## Caractérisation par une inégalité
Lorsque le plan est muni d'un repère, un demi-plan est caractérisé par une inéquation liée à l'équation de la droite (d). Une inégalité large correspond à un demi-plan fermé et une inégalité stricte à un demi-plan ouvert.

### Coordonnées cartésiennes
Si la droite (d) a pour équation ax + by + c = 0, les deux demi-plans ouverts ont pour inéquations ax + by + c < 0 et ax + by + c > 0 et les demi-plans fermés  par ax + by + c ≤ 0 et ax + by + c ≥ 0. Cette caractérisation du demi-plan permet de démontrer facilement qu'un demi-plan est convexe, que le segment reliant deux points dans des demi-plans différents coupe la frontière et qu'une demi-droite d'origine un point de la frontière et passant par un point d'un demi-plan est entièrement incluse dans ce demi-plan.
Si la droite a pour équation y = mx + p, le demi-plan d'inéquation y < mx + p est appelé demi-plan « sous » la droite (d) et le demi-plan d'inéquation y > mx + p est appelé demi-plan « au-dessus » de la droite (d).

### Coordonnées barycentriques
Si A, B, et C sont trois points non alignés et si G est le barycentre du système pondéré {(A,a), (B,b), C(c)}, la position de G par rapport à la droite (AB) est déterminée par les signes comparés de c et a+b+c. Si c et a + b + c sont de même signe alors G est dans le demi-plan de frontière (AB) contenant C, si c et a+b+c sont de signes contraires, le point G est dans l'autre demi-plan.
Cette caractérisation permet de définir l'intérieur d'un triangle comme l'ensemble des barycentres des sommets affectés de poids de même signe.

### Médiatrice
Si maintenant le plan est muni d'une structure euclidienne, la médiatrice d'un segment [AB], où A et B sont deux points distincts, est l'ensemble des points à égale distance de A et B ; c'est donc l'ensemble des points M tels que MA = MB. Cette médiatrice partage le plan en deux demi-plans, l'un contenant A et tous les points qui sont plus proches de A que de B, ensemble des points M tels que MA < MB et l'autre contenant B, correspondant à l'ensemble des points M tels que MA > MB.

### Coordonnées polaires
Si de plus le plan est orienté, et si une droite est orientée par un vecteur u et passe par A, on distingue deux demi-plans : l'un situé « à droite » de (d), ensemble des points P tels que l'angle (u, AP) soit de sinus négatif appelé demi-plan négatif, l'autre situé « à gauche » de (d), ensemble des points P tels que l'angle (u,  AP) soit de sinus positif appelé demi-plan positif.
En coordonnées polaires, si la droite ne passe pas par l'origine et si son équation polaire est 
{\displaystyle r\cos(\theta -\varphi _{0})=r_{0}} où {\displaystyle (r,\theta )} sont les coordonnées polaires de M et {\displaystyle (r_{0},\varphi _{0})} sont les coordonnées polaires du projeté orthogonal de O sur (d).
alors le demi-plan ouvert ne contenant pas l'origine est caractérisé par l'inéquation
{\displaystyle r\cos(\theta -\varphi _{0})>r_{0}.}
Si la droite passe par l'origine et a pour vecteur directeur u de coordonnées polaires {\displaystyle (1;\alpha _{0})}, le demi-plan positif vérifie
{\displaystyle \sin(\theta -\alpha _{0})>0.}